# Distrito de Nole Duima
Nole Duima es uno de los distritos que componen la comarca indígena de Ngäbe-Buglé, en Panamá.

## Descripción
El distrito posee un área de 185,1 km² y una población de 14.928 habitantes (censo de 2010), con una densidad demográfica de 80,65 hab/km². Se encuentra situado en la cordillera Central.

## Organización
El distrito de Nole Duima cuenta con los siguientes corregimientos:
- Cerro Iglesias
- Hato Chamí
- Jädeberi
- Lajero (Bagaibotdä)
- Susama